# Fronte Ampio Progressista
Il Fronte Ampio Progressista (spagnolo: Frente Amplio Progresista, FAP) è una coalizione politica argentina di partiti politici di centro-sinistra e sinistra, accomunati dall'ideologia progressista-socialdemocratica e dal desiderio di creare uno Stato sociale efficiente. I suoi obbiettivi sono:
- Sistema parlamentare
- Legge sull'identità di genere
- Legge sulla procreazione assistita
- Matrimonio omosessuale
- Abolire il divieto ai gay per la donazione del sangue
- La parità dei sessi e la prevenzione al femminicidio
- Liberalizzazione delle droghe leggere
- L'educazione sessuale
- Accesso libero e universale alla salute riproduttiva
- Completa nazionalizzazione del sistema elettrico argentino
- Politiche contro le morti materne
- Riconoscimento dell'Unione Centrale dei Lavoratori Argentini
- Sviluppo istituzionale dell'Unione delle Nazioni Sudamericane (in maniera simile all'UE)
- Bilancio partecipativo
- Analisi del debito estero
- Revisione dei sussidi